# Tshibinda
Tshibinda är ett område med vulkankoner och lavaslätter i Kongo-Kinshasa. Det ligger i provinsen Södra Kivu, i den östra delen av landet, 1 500 km öster om huvudstaden Kinshasa. Tshibinda ligger 1 460 meter över havet.